# Cosimo Citiolo

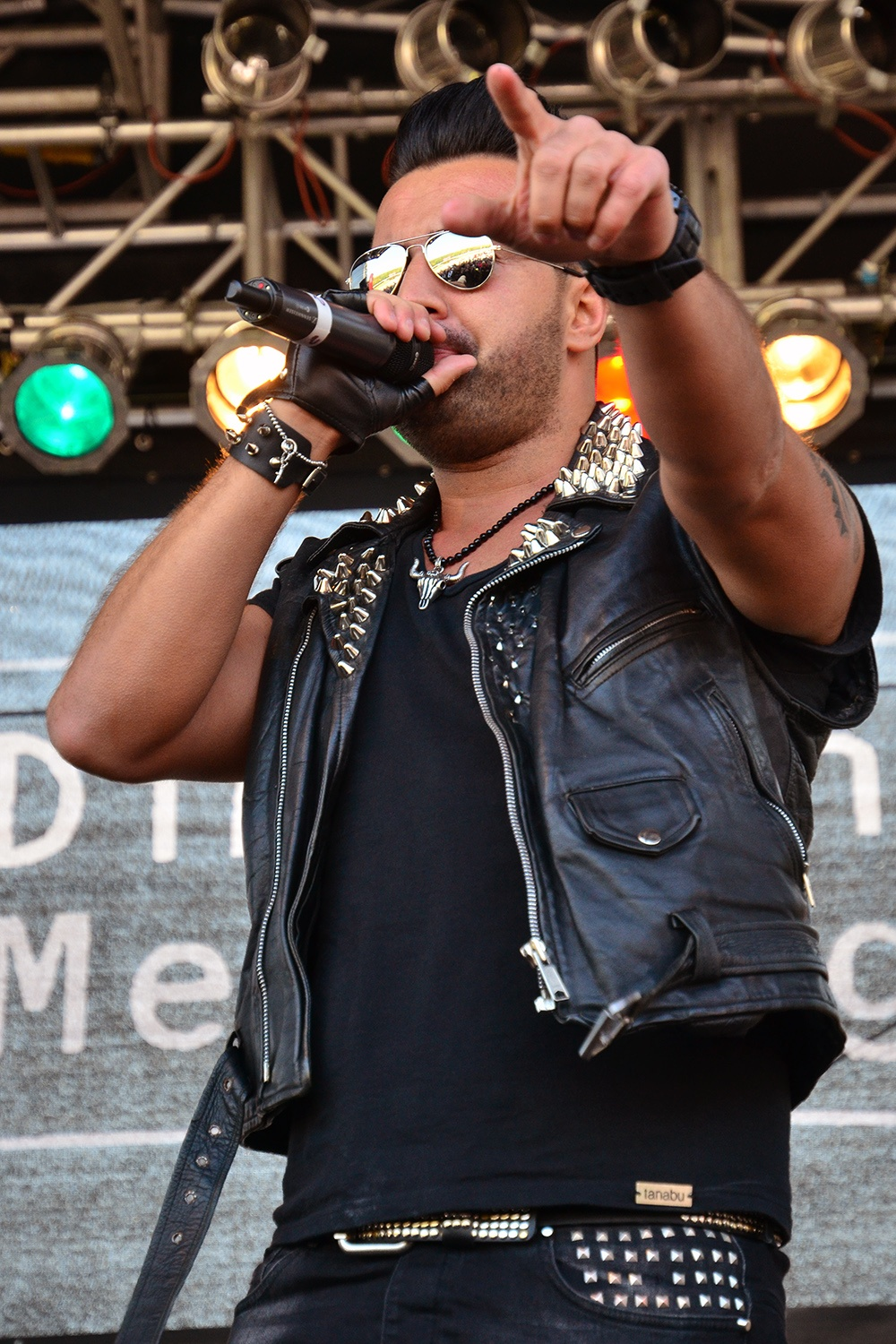
Cosimo Citiolo (2013)

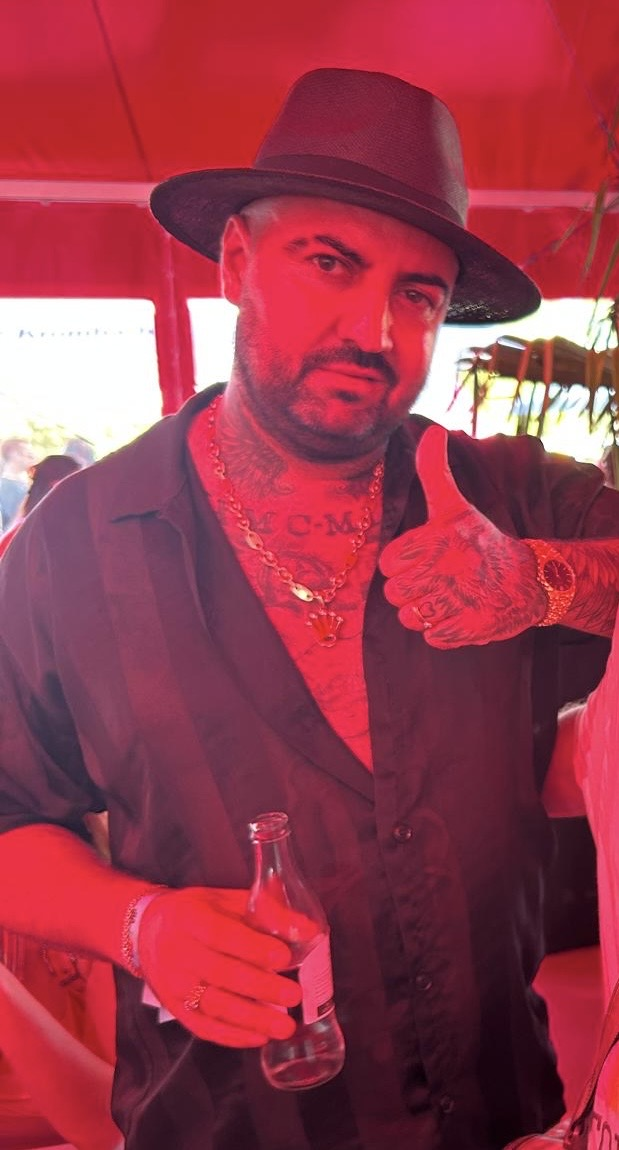
Cosimo Citiolo während des Rainbow-Festivals in Köln (2025)

Cosimo Citiolo (auch Checker vom Neckar, * 29. Dezember 1981 in Stuttgart) ist ein deutsch-italienischer Sänger und Realityshow-Teilnehmer.

## Leben und Karriere
Citiolo trat 2001 als Go-go-Tänzer in Clubs sowie auf dem B.TV-Rave auf.
Citiolo nahm 2005 erstmals bei Deutschland sucht den Superstar als Kandidat teil. Die Ausstrahlung seines DSDS-Auftritts 2007 in einem Spiderman-Kleidungsstück führte zu einer größeren Bekanntheit Citiolos. Im Jahr 2011 – nach einer negativen Kritik der DSDS-Jury – übergab er Jurymitglied Fernanda Brandão eine Autogrammkarte ihres Ex-Freunds Bushido und richtete dieser einen verächtlichen Gruß aus.
2010 erschien Citiolos erste Single Ketchup Mayo Sandwich, die später Teil des Samplers Black Music & Hip Hop Essentials, Vol. 1 war. Im gleichen Jahr erschien seine Autobiografie unter dem Titel Ohne Spaß kein Fun: Cosimos Cosmos.
2011 war Citiolo Talk-Gast bei „Bravo WebTV“. Es folgte die zweite Single Komm schon Baby zieh dich aus! / Electro Party. Die Songtexte entstanden in Zusammenarbeit mit Bushido. Als Checker vom Neckar tourte Citiolo durch Clubs und präsentiert ein kurzes Unterhaltungsprogramm. Zusammen mit seinen Tänzern präsentierte er unter anderem den so genannten Wacka Chicka Tanz. Ebenfalls 2011 sendete RTL II eine Doku-Soap mit dem Titel Die Super-Checker über Playboy 51, Porno-Klaus und Citiolo.
Von Mai bis August 2011 war Citiolo Teilnehmer der elften Staffel der Reality-TV-Sendung Big Brother. Die Rapper Bushido und Kay One gaben in einer auf RTL II ausgestrahlten Videobotschaft an, Fans von Citiolo zu sein.
Im Januar 2012 brachte Citiolo mit Electro Sex sein erstes Studioalbum auf den Markt, daraus wurde die gleichnamige Single ausgekoppelt. Im Mai 2012 folgte die Veröffentlichung der Single Summertime’s Coming.
2013 war er bei der Daily-Soap Köln 50667 in Folge 40 zu sehen, dort trat er in der Kunstbar auf.
2021 war Citiolo Teilnehmer der zweiten Staffel von Kampf der Realitystars – Schiffbruch am Traumstrand und im Jahr 2022 – zusammen mit seiner Partnerin Nathalie Gaus – bei der siebten Staffel von Das Sommerhaus der Stars – Kampf der Promipaare zu sehen, in der das Paar den vierten Platz erreichte. Anschließend war das Paar in der Real-Life-Doku THE REAL LIFE – #nofilter auf RTL+ zu sehen.
Citiolo war 2023 Teilnehmer der 16. Staffel von Ich bin ein Star – Holt mich hier raus! und schied mit dem fünften Platz im Halbfinale aus. 2024 nahm Citiolo an den Streaming-Formaten Reality Backpackers (Joyn), Shut the f* up! Silent Library (RTL+) und The 50 (Prime Video) teil. Im November 2024 war er zusammen mit Emmy Russ bei Forsthaus Rampensau Germany zu sehen. 2025 folgte seine Beteiligung am Sat.1-Format Promis unter Palmen, was er gewann.

## Veröffentlichungen

### Alben
- 2012: Electro Sex

### Singles
- 2010: Ketchup Mayo Sandwich
- 2011: Komm schon Baby zieh dich aus! / Electro Party
- 2011: Uns gehört der Dancefloor
- 2012: Electro Sex
- 2012: Summertime’s Coming
- 2013: Es regnet Gold
- 2013: I Want You
- 2013: Der Sommer ist Geil
- 2014: Toca loca
- 2014: Chupa Chupa
- 2015: La Playa
- 2016: Chupa Chupa
- 2017: Lonely
- 2018: Deep House Nu Disco
- 2019: Baile Loco
- 2020: Bomba Loca
- 2021: Bomba Loca Club Version
- 2022: Baila Raggaeton
- 2022: Dancefloor

### Als Gastsänger
- 2021: Alles egal – Felix Schorn, Calvin92 & Cosimo DCVN
- 2022: Frohe Weihnacht – The Real Life (feat. Alessia Herren, Calvin Kleinen, Chris Broy, Cosimo Citiolo, Diogo Sangre, Melody Haase, Nathalie Gaus & Vanessa Mariposa)

### Bücher
- 2010: Ohne Spaß kein Fun: Cosimos Cosmos, ISBN 978-3-9812846-7-6